# قوري غل (ورغاهان)
قوري غل (بالفارسية: قوری‌گل) هي منطقة سكنية تقع في إيران في قسم ورغاهان الریفي. يقدر عدد سكانها بـ 26 نسمة .